# 25. Oscar-gála
Az 25. Oscar-gálát, a Filmakadémia díjátadóját 1953. március 19-én tartották meg. Egy héttel az ünnepség előtt a filmgyárak közös közleményben tudatták, hogy nem áll módjukban tovább finanszírozni a Filmakadémiát, arra hivatkozva tették mindezt, hogy a televízió miatt a filmbevételek csökkentek, nincs pénz filmkészítésre, embereket kell elbocsátaniuk.[forrás?] Az NBC tévétársaság 100 000 dollárért megvásárolta a közvetítési jogot. Ez annyira feldühítette a stúdiókat, hogy előbb megtiltották a velük szerződésben lévő színészek részvételét a díjátadón, aztán visszakoztak, mégis jobb, ha egész Amerika látja a sztárokat.[forrás?] Az első televíziós közvetítésnek Ronald Reagan volt a riportere és körülbelül 34 millió nézője volt.
Ez az időszak a filmes szakma fekete korszaka volt, a hidegháború a filmeseket is elérte, sorra idéztek színészeket, rendezőket és írókat az Amerika-ellenes tevékenységet vizsgáló bizottság elé, és a vörös-gyanúsnak tartott emberek elvesztették munkájukat.
A legjobb film díját, A földkerekség legnagyobb show-ja kapta, ez a film a Premiere filmmagazin legrosszabb Oscar-díjas filmek listáján a top 10-ben szerepelt, a brit Empire magazin pedig a harmadik helyre sorolta a legrosszabbak listáján. A Rotten Tomatoes oldalán a legrosszabb minősítést kapta 81 Oscar-díjas film közül. Az év filmtermésében egyébiránt olyanok voltak mint a Délidő, Viva Zapata!, A nyugodt férfi és az Ének az esőben.
Ezen az estén hangzott el Bob Hope ceremóniamester szállóigévé vált mondata: Tévé? Arról a kis képdobozról van szó, ahová az elhunyt filmeket temetik?[forrás?]

## Kategóriák és jelöltek
nyertesek félkövérrel jelölve

### Legjobb film
- A földkerekség legnagyobb show-ja (The Greatest Show on Earth) – DeMille, Paramount – Cecil B. DeMille
  - Délidő (High Noon) – United Artists – Stanley Kramer
  - Ivanhoe – Metro-Goldwyn-Mayer – Pandro S. Berman
  - Moulin Rouge – United Artists – John Huston
  - A nyugodt férfi (The Quiet Man) – Argosy, Republic – John Ford és Merian C. Cooper

### Legjobb színész
- Gary Cooper – Délidő (High Noon)
  - Marlon Brando      – Viva Zapata!
  - Kirk Douglas       – A rossz és a szép (The Bad and the Beautiful)
  - José Ferrer        – Moulin Rouge
  - Alec Guinness      – The Lavender Hill Mob

### Legjobb színésznő
- Shirley Booth – Térj vissza, kicsi Sheba! (Come Back, Little Sheba)
  - Joan Crawford – Sudden Fear
  - Bette Davis – The Star
  - Julie Harris – The Member of the Wedding
  - Susan Hayward – With a Song in My Heart

### Legjobb férfi mellékszereplő
- Anthony Quinn –  Viva Zapata!
  - Richard Burton –  My Cousin Rachel
  - Arthur Hunnicutt – Határtalan horizont (The Big Sky)
  - Victor McLaglen –  A nyugodt férfi (The Quiet Man)
  - Jack Palance –  Sudden Fear

### Legjobb női mellékszereplő
- Gloria Grahame – A rossz és a szép (The Bad and the Beautiful)
  - Jean Hagen – Ének az esőben (Singin’ in the Rain)
  - Colette Marchand – Moulin Rouge
  - Terry Moore – Térj vissza, kicsi Sheba! (Come Back, Little Sheba)
  - Thelma Ritter – With a Song in My Heart

### Legjobb rendező
- John Ford – A nyugodt férfi (The Quiet Man)
  - Cecil B. DeMille – A földkerekség legnagyobb show-ja (The Greatest Show on Earth)
  - John Huston – Moulin Rouge
  - Joseph L. Mankiewicz – 5 Fingers
  - Fred Zinnemann – Délidő (High Noon)

### Legjobb eredeti történet
- A földkerekség legnagyobb show-ja (The Greatest Show on Earth) – Frank Cavett,  Fredric M. Frank,  Theodore St. John
  - My Son John – Leo McCarey
  - The Narrow Margin – Martin Goldsmith, Jack Leonard
  - The Pride of St. Louis – Guy Trosper
  - The Sniper – Edward Anhalt, Edna Anhalt

### Legjobb eredeti forgatókönyv
- The Lavender Hill Mob – T.E.B. Clarke
  - The Atomic City – Sydney Boehm
  - Breaking the Sound Barrier – Terence Rattigan
  - Pat and Mike – Ruth Gordon, Garson Kanin
  - Viva Zapata! – John Steinbeck

### Legjobb adaptált forgatókönyv
- A rossz és a szép (The Bad and the Beautiful) – Charles Schnee forgatókönyve Charles Bradshaw: Tribute to a Badman című elbeszélése alapján
  - 5 Fingers – Michael Wilson forgatókönyve L.C. Moyzisch: Operation Cicero regénye alapján
  - Délidő (High Noon) – Carl Foreman forgatókönyve John W. Cunningham: The Tin Star elbeszélése alapján
  - The Man in the White Suit – John Dighton, Roger MacDougall, Alexander Mackendrick forgatókönyve Roger MacDougall színműve alapján
  - A nyugodt férfi (The Quiet Man) – Frank S. Nugent forgatókönyve Maurice Walsh: Green Rushes elbeszélése alapján

### Legjobb operatőr
- Robert Surtees –  A rossz és a szép (The Bad and the Beautiful) (ff)
  - Határtalan horizont (The Big Sky) – Russell Harlan
  - My Cousin Rachel – Joseph LaShelle
  - Navajo – Virgil Miller
  - Sudden Fear – Charles Lang
- Winton Hoch és Archie Stout –  A nyugodt férfi (The Quiet Man) (színes)
  - Hans Christian Andersen – Harry Stradling
  - Ivanhoe – F. A. Young
  - Million Dollar Mermaid – George Folsey
  - A Kilimandzsáró hava (The Snows of Kilimanjaro) – Leon Shamroy

### Látványtervezés és díszlet
Fekete-fehér filmek
- Cedric Gibbons, Edward Carfagno, Edwin B. Willis, Keogh Gleason –  A rossz és a szép (The Bad and the Beautiful)
  - Hal Pereira, Roland Anderson, Emile Kuri – Carrie
  - Lyle Wheeler, John DeCuir, Walter M. Scott – My Cousin Rachel
  - Macujama Szó, Macumoto Haruzó – A vihar kapujában
  - Lyle Wheeler, Leland Fuller, Thomas Little, Claude Carpenter – Viva Zapata!

Színes filmek
- Paul Sheriff, Marcel Vertes – Moulin Rouge
  - Richard Day, Antoni Clavé, Howard Bristol – Hans Christian Andersen
  - Cedric Gibbons, Paul Groesse, Edwin B. Willis, Arthur Krams – The Merry Widow
  - Frank Hotaling, John McCarthy, Jr., Charles S. Thompson – A nyugodt férfi (The Quiet Man)
  - Lyle Wheeler, John DeCuir, Thomas Little, Paul S. Fox – A Kilimandzsáró hava (The Snows of Kilimanjaro)

### Legjobb vágás
- Délidő (High Noon) – Elmo Williams, Harry Gerstad
  - Térj vissza, kicsi Sheba! (Come Back, Little Sheba) – Warren Low
  - Flat Top – William Austin
  - A földkerekség legnagyobb show-ja (The Greatest Show on Earth) – Anne Bauchens
  - Moulin Rouge – Ralph Kemplen

### Legjobb vizuális effektus
- Plymouth Adventure –  Nem volt név szerinti jelölés

### Legjobb idegen nyelvű film (különdíj)
- Tiltott játékok (Jeux interdits) (Franciaország) – Silver Films – Robert Dorfmann producer – René Clément rendező

### Legjobb eredeti filmzene

#### Filmzene drámai filmben vagy vígjátékban
- Délidő (High Noon) – Dimitri Tiomkin
  - Ivanhoe – Rózsa Miklós
  - Fatima (The Miracle of Our Lady of Fatima) – Max Steiner
  - The Thief – Herschel Burke Gilbert
  - Viva Zapata! – Alex North

#### Filmzene musicalfimben
- With a Song in My Heart – Alfred Newman
  - Hans Christian Andersen – Walter Scharf
  - The Jazz Singer – Ray Heindorf és Max Steiner
  - The Medium – Gian Carlo Menotti
  - Ének az esőben (Singin’ in the Rain) – Lennie Hayton

## Statisztika

### Egynél több jelöléssel bíró filmek
- 7 : Délidő (High Noon), Moulin Rouge, A nyugodt férfi (The Quiet Man)
- 6 : A rossz és a szép (The Bad and the Beautiful), Hans Christian Andersen
- 5 : A földkerekség legnagyobb show-ja (The Greatest Show on Earth), Viva Zapata!
- 4 : My Cousin Rachel, Sudden Fear, With a Song in My Heart
- 3 : Térj vissza, kicsi Sheba! (Come Back, Little Sheba), Ivanhoe
- 2 : Határtalan horizont (The Big Sky), Breaking the Sound Barrier, Carrie, Devil Take Us, Five Fingers, The Lavender Hill Mob, The Merry Widdow, Navajo, Neighbours, Ének az esőben (Singin’ in the Rain), A Kilimandzsáró hava (The Snows of Kilimanjaro)

### Egynél több díjjal bíró filmek
- 5 : A rossz és a szép (The Bad and the Beautiful)
- 4 : Délidő (High Noon)
- 2 : A földkerekség legnagyobb show-ja (The Greatest Show on Earth), Moulin Rouge, A nyugodt férfi (The Quiet Man)